# جورلي ليندر
كانت آن غورلي ليندر نيي بيترسون (1865-1947) كاتبة ونسوية سويدية وناشطة في الحياة الاجتماعية في ستوكهولم في أواخر القرن التاسع عشر، حيث شجعت النساء أيضًا على الانخراط بشكل مباشر في الثقافة. وكونها أيضا داعمة قوية للمكتبات وللقراءة، فقد لعبت لاحقًا دورًا ريادياً مهماً في ترويج وتطوير أدب الأطفال. 

## سيرتها الذاتية
وُلدت آن غورلي بيترسون في 1 أكتوبر 1865 في تيسلينج، بلدية أوريبرو، وهي ابنة مالك الأراضي كارل جوستاف بيترسون وماري كريستين كافلي. في عام 1879، انتقلت إلى ستوكهولم مع عائلتها.
بعد وفاة والدها عندما كانت في العاشرة من عمرها، أصبحت مقيمة بشكل كامل في (مدرسة هامرستيدت). انتقلت بعد ذلك إلى كلية تدريب المعلمين (كلية تدريب المعلمين العليا) حيث حصلت على دبلوم التدريس في عام 1885.و نظرًا لعدم وجود فرص كثيرة للنساء لإتمام الدراسة في ذلك الوقت، أصبحت كلية التدريب مركزًا للمفكرات. ومن المحتمل أن بيترسون انخرطت لأول مرة في الحركة النسائية السويدية انذاك. وكانت إحدى رفيقاتها في الكلية هي الحائزة على جائزة نوبل سلمى لاغيرلوف والتي ظلت صديقة لها مدى الحياة.
بعد العمل لمدة عامين كمدرسة في المدرسة، تزوجت غورلي بيترسون في يونيو 1887 من عالم اللغة النرويجي نيلس ليندر (1835-1904) الذي كان مدرسها السويدي في كلية تدريب المعلمين. وبفضل زوجها، ترددت على حفلات الاستقبال الفكرية والصالونات والنوادي في ستوكهولم، بما في ذلك اجتماعات يوم الأحد للنسوية إلين كي وصالونات كالا كورمان الأدبية. صحفية ناشئة، أبلغت عن لقاءاتها في الصحافة. كان أحد اهتماماتها الرئيسية هو ما يسمى بإصلاح الملابس (إصلاح الأزياء) الذي يهدف إلى توفير ملابس أكثر ملاءمة للنساء. أسست جمعية إصلاح الملابس (جمعية إصلاح الأزياء) التي تدعو بشكل خاص إلى المزيد من الملابس العملية لطالبات المدارس والنساء اللواتي لديهن أطفال. كما شجعت النساء على لعب دور أكثر نشاطًا في الحياة الثقافية، بتشجيع من صديقتها صوفي أدليرسباري التي كانت ناشطة في مجال حقوق المرأة كمؤسسة لجمعية فريدريكا بريمر.
في أوائل القرن العشرين، أصبحت ليندر داعمة وناشطة لمشاركة المرأة في التعليم والثقافة، وساهمت بانتظام في مجلة المكتبة العامة. شجعت الاهتمام بالقراءة من أجل المتعة. كما ساهمت ليندر في العديد من الصحف والمجلات التي تناولت مشاكل التعليم المدرسي وقضايا المرأة وكتابة المراجعات الأدبية. كما كتبت عدة مقالات عن المهندس وراكب البالون زالومون أوقست أندريه الذي كانت تربطها به علاقة عاطفية.
يُذكر أن ليندر على وجه الخصوص رائدة في فحص الكتب السويدية للأطفال والعمل كناقدة لأدب الأطفال منذ عام 1900، وخاصة في أخبار اليوم. استمرت في المساهمة في مراجعات كتب الأطفال حتى الأربعينيات، مما أثر في اقتناء المكتبات وتصميم وتقديم كتب الأطفال، مما ساعد على زيادة جودة نشر كتب الأطفال.

## وفاتها
توفيت غورلي ليندر في ستوكهولم في 3 تشرين الثاني 1947 ودفنت في نورا بيجرافينجبلاتسن.